# Concepción Cáceres
Concepción Cáceres Jurado (Puente Genil, 1886 - Puente Genil, 1936) fue una comadrona española fusilada al entrar las tropas franquistas en Puente Genil en los comienzos de la guerra civil española. 

## Trayectoria
Nació en 1886 en el seno de una familia de talante liberal. Se formó como matrona, profesión que ejerció en Puente Genil y alrededores.
Se casó con el socialista Marcos Deza Montero el 6 de diciembre de 1922 en la iglesia de Jesús. Como matrona atendió a mujeres de todas las procedencias sociales. sin embargo, fiel a sus ideas socialistas cobraba según los recursos de cada mujer.
En 1930 fue expedientada por el alcalde de Puente Genil, Antonio Romero Jiménez. Cáceres denunció el hecho ante el Colegio de Matronas de Córdoba que le apoyó según consta en la prensa de la época. En 1933 fue acusada de ser la cabecilla de un grupo de mujeres izquierdistas que apedrearon a otras mujeres miembros de la agrupación Acción femenina. La noticia fue reflejada en el diario católico El Defensor de Córdoba, de sesgo conservador, que se oponía frontalmente al Gobierno Republicano.
Fue conocida como "La Princesa" y "La Pasionaria de Puente Genil", posiblemente por sus dotes oratorias y su activismo político. Se le hizo responsable de bordar la bandera con la que desfilaba el Gremio de Albañiles el Día del Trabajo. También desfiló con la bandera republicana en el desfile que celebraba el advenimiento de la Segunda República.
Puente Genil fue tomado por las tropas sublevadas, a cuyo mando estaba el comandante Antonio Castejón Espinosa, el 31 de julio de 1936. Dichas tropas salieron de Sevilla con el objetivo de tomar Puente Genil el día 28 de julio, La ocupación fue rápida y enseguida comenzó la represión.
Cáceres Jurado fue acusada de ser socialista, por lo que fue arrestada en su casa y fusilada.

## Reconocimientos
En Puente Genil hay una calle con su nombre.